# Captain America II: Death Too Soon
Captain America II: Death Too Soon (em Portugal, Capitão América) é um telefilme norte-americano de 1979. É uma sequência de Captain America, que também foi lançando naquele ano. Foi exibido em duas partes em seu lançamento e reprisado normalmente depois pela CBS.

## Sinopse
Steve Rogers é mostrado pela primeira vez esboçando um retrato de Sra. Shaw, que se queixa com ele sobre uma gangue de assaltantes que roubam os lucros de cheques descontados da Previdência Social; ela nega ter sacado a dela. Ele pede que ela faça isso para montar uma armadilha para os assaltantes, e a arma como Capitão América. Enquanto isso, um terrorista revolucionário independente que se autodenomina General Miguel, planejando lutar uma guerra não especificada, sequestra o professor Ian Ilson e o obriga a retomar suas pesquisas em gerontologia manipuladora. Ilson conseguiu formular um produto químico que acelera o envelhecimento e o antídoto para o mesmo produto químico, e Miguel, se passando por diretor de uma prisão em Oregon, perto de Portland, planeja usar os produtos químicos em questão para manter Portland como refém por um milhão de dólares de resgate. Por fim, Rogers e Miguel se chocam diretamente cara a cara, e quando Miguel joga uma garrafa de vidro do acelerador envelhecido no ar, esperando que ele se quebre contra o corpo do Capitão América, o capitão lança seu escudo no ar, onde quebra a garrafa de tal maneira que o acelerador de envelhecimento espirra nos dois. No entanto, o capitão recebe apenas uma quantidade menor e, portanto, envelhece apenas um mês. Miguel, por outro lado, envelhece até a morte em menos de um minuto.

## Elenco
- Reb Brown como Steve Rogers / Capitão América
- Connie Sellecca como Dra. Wendy Day
- Len Birman como Dr. Simon Mills
- Christopher Lee como Miguel
- Susan French como Sra. Shaw
- William Lucking como Stader
- Lana Wood como Yolanda

## Lançamento

### Portugal
Em Portugal, o filme estreou nos cinemas a 11 de setembro de 1981.